# AERSP 404H
يشير المصطلح AERSP 404H إلى الدورة التي تقدمها جامعة بنسلفانيا الحكومية في تصميم وتصنيع المركبات الطائرة II، وهي دورة تصميم هندسي ذات مستوى متقدم وحديث. وتتلقى هذه الدورة تمويلها كعضو في كليات منح أبحاث الفضاء واتحاد بنسلفانيا لمنح أبحاث الفضاء. وتدور مشروعاتها حاليًا حول جائزة كرامر وإمكانية تزويد طائرات شراعية بالأشخاص.

## المنشأ
قدم قسم هندسة الفضاء والطيران الجوي في جامعة بنسلفانيا الحكومية في المناهج الدراسية التي تُدرّس للطلاب في المرحلة الجامعية دورة فريدة في تصميم المركبات الطائرة وتصنيعها، حيث يحاول القسم من خلال هذه الدورة تزويد طلاب هندسة الفضاء والطيران الجوي بالتدريب التطبيقي الشامل. وتحتوي هذه الدورة على عناصر ومكونات قوية «للتعليم بالممارسة»، من خلال قيام الطلاب بتصميم وتصنيع طائرات شراعية حديثة ذات أداء عال. وقد قام الطلاب بالعمل في بيئة عمل كفريق متعاون من متعددي التخصصات وهو ما يُعد أمرًا حيويًا للتغلب على حل المشاكل التي تتعلق بتصميم المركبات الفضائية.
ويعتمد مفهوم الدورة على مجموعات الطلاب المتشابهة في الجامعات الألمانية أو مجموعات الطيران الأكاديمية أو ما يعرف باختصار باسم أكافليج "Akaflieg". حيث يهتم أعضاء هذه المجموعات بأنفسهم بتصميم وإنشاء واختبار وقيادة الطائرات الشراعية الحديثة. وتتلقى المجموعات بعض الدعم اللوجستي من مؤسساتهم على الرغم من أن هذا الأمر ليس جزءًا من المناهج الدراسية الرسمية في مدارسهم التابعين لها. وباختصار، يشبه الهيكل التنظيمي لهذه المجموعات الهيكل التنظيمي لجمعيات الأخوان الاجتماعية الأمريكية للحروف اليونانية، باستثناء أن التركيز على الاستفادة هنا يدور حول التحليق. وقد أُنشئت بعض هذه المجموعات في إحدى عشرة جامعة ألمانية منذ بداية العشرينيات من القرن العشرين، وقد شاركت بقوة في الأبحاث التي تتعلق بالطائرات الشراعية، وغالبًا ما كان يدعمها مركز أبحاث الطيران الألماني "DLR" الذي يرى أن هذه المنظمة تُعد طريقة فاعلة وبسيطة لتدريب مهندسي المستقبل.
في عام 1990، وجد تقرير من ائتلاف مهندسي المدارس للبراعة في القيادة الهندسية (ECSEL) أن المدارس الأمريكية لا تشجع العمل الجماعي أو الإبداع أو التدريب بالممارسة. قام ماجومر (Maughmer) وعضو أكاديمي آخر في جامعة بنسلفانيا الحكومية بإنشاء دورة لمواجهة هذه الأخطاء.
ولم تكن الدورة تعتمد على الاختبارات التقليدية أو حتى على وضع مخططات لها. ولكن اعتمدت على محاضرات خاصة يتم إلقاؤها لمعالجة أي مشاكل تعاني منها الطلاب في إنشاء طائراتهم الشراعية. ومن ثم بدأ الطلاب في مستهل الدورة التدريبية AERSP 404H في العديد من المشروعات وتوصلوا إلى العديد من المعلمات. في المرحلة المبكرة، كان العمل يركز على تصميم واختبار طائرات شراعية صغيرة موجهة باللاسلكي.

## برنامج الدورة
يعمل الطلاب في مجموعات تتكون من 4-6 طلاب تشارك في عدة مشروعات. حيث تحتوي المشروعات على إنشاء الجناح ومروحة الدراجة ثلاثية العجلات واختبار حمولة الجناح والطائرات الشراعية المُطلقة بالصاروخ والطائرات الورقية والطائرة النموذجية. ويمكن أن ترتبط خبرة التعلم إلى حد كبير بالطبيعة المتكاملة لدورة التصميم وكذلك ترتبط بتفاعل طلاب الجامعة على جميع المستويات بالبرنامج.
تتكون الدورة من ثلاثة مكونات، المحاضرة والتصميم وتصنيع، حيث تفي هذه المكونات بأهداف الدورة الرسمية:
- إتمام التصميم المبدئي لطائرة تفي بالمواصفات المحددة
- تصميم نظام أو جزء أساسي أو عملية تفي بالمتطلبات المحددة في أنظمة الطائرات.
- تحديد وصياغة وحل المشاكل الهندسية
- الوظيفة في فرق العمل متعددة التخصصات
- نقل وإظهار نتائج وآثار جهودهم الفنية
- تحديد ماذا تعني المسئوليات الأخلاقية بالنسبة لهم ولأصحاب العمل وللمجتمع كافة

### المحاضرات
إن الهدف الرئيسي من مكون المحاضرات هو تزويد الطلاب بالمعرفة النظرية المطلوبة لأنشطة التصميم والتصنيع الخاصة بهم. ومن ثم، يظل هذا المكون مرنًا تمامًا حتى يكونوا قادرين على معالجة الاحتياجات والمشاكل التي تواجههم. وتركز هذه المحاضرات على النظرية الأساسية للطائرات الشراعية ومتطلبات تصميمها. والتحدي الذي يواجه الأساتذة هو تقديم المحاضرات التي توفر خبرة تعلم إيجابية للسنة الرابعة، لطلاب هندسة الطيران والفضاء الجوي، الذين قد يكونون مشاركين في هذه الدورة على مدار السنوات الأربع الماضية، وكذلك للطلاب المبتدئين الذين ربما لا يملكون أي خلفية فيما يتعلق بهندسة الطيران والفضاء الجوي.
فبعد أن يتم عرض مقدمة للموضوعات الأساسية التي تخص الطائرة الشراعية، يتم التركيز على موضوعات أخرى متعلقة بتصميم الطائرة، مثل الدينامكية الهوائية، والثبات والتحكم، والتصميم الهيكلي وتصميم وتصنيع الهياكل المكونة للطائرة وتحليل أداء الطائرات الشراعية الحديثة وطرق التصميم العامة وتاريخ بعض الطائرات الشراعية. على سبيل المثال، نجد أن الوصف المختصر لتصميمات طائرة الشراع الموجودة حاليًا يجعل الطلاب يقيّمون الحلول التي تم التوصل إليها من قبل المصممين السابقين عند مواجهتهم لمشاكل مماثلة.
يدرس الطلاب في الحجرة الدراسية معايير التصميم الأساسية للطائرات الشراعية. ومن ثم يطبق الطلاب هذه المعرفة في مجموعات التصميم الخاصة بهم.
وبعيدًا عن هذه المهام الفنية، تغطي المحاضرة أيضًا مهارات هندسية أخرى أقل وضوحًا لكنها مهمة. تشمل هذه الدروس المبادئ العامة والأساسية لتصميم الطائرات وكتابة التقرير الفني وطرق العرض والاحترافية والأخلاق. بجانب المحاضرات الرسمية، تتحدى أنشطة التصميم والتصنيع باستمرار مهارات وقدرات الطلاب في هذه الموضوعات.
تحتوي موضوعات المحاضرات على:
- قوة الطائرة التي تدفع بطاقة الإنسان
- تصميم قاذفة القنابل
- تصميم القدرة الكهربائية
- تحسين تصميم الطائرة
- الديناميكا الهوائية للطائرات التي تُدفع بطاقة الإنسان
- عملية التصميم الهندسية

### مجموعات التصميم
المكون الثاني يتعلق بمجموعات التصميم التي تتكون من أربعة إلى ستة طلاب، حيث يقوم الطلاب في هذه المجموعات بتصميم وتحليل الطائرات الشراعية، مثل تحليل أداء وهيكل وثبات والتحكم في الطائرة الشراعية ويتم تشجيع الطلاب إلى التفكير باستمرار في تصميم وتعلم «وإحساس» الإجابة الصحيحة قبل الحسابات وخلق مجتمع صغير بجميع المستويات المهارية المشابهة لأكافليج "Akaflieg". وتدعم مشروعات التصميم الصغيرة هذه المنهجية من خلال مشروعات مثل الطائرات الورقية. فضلاً عن ذلك، تستغرق العديد من مشروعات التصميم أكثر من فصل دراسي كامل لإتمامها، ومن الممكن أن تمتد من عامين إلى ثلاثة.

### التصنيع
المكون الثالث هو تصنيع الأجزاء التي تم تصميمها وتحليلها نظريًا. وقد تم تخصيص معمل هندسي للتصنيع في الوقت الحالي، ومع ذلك يستخدم الطلاب العديد من المواقع الأخرى المختلفة مثل المصنع التعليمي لجامعة بنسلفانيا الحكومية. ومن بين أدوات التصنيع السائدة قاطع الأسلاك الساخنة بالرغوة، وماكينة السنفرة، وأدوات هندسة الفراغ والثاقبة الضغطية.

## المشروعات السابقة

### بي إس يو جرفن (PSU Griffin)
في بداية التسعينيات، عُهد إلى فصل من الفصول مهمة تصميم وتصنيع طائرة شراعية ذات أداء عالٍ. وقد تم تحديد اسم جرفن (Griffin) لأول طائرة شراعية قام هذا الفصل بتصميمها. وقد تم اختيار هذا الاسم بشكل أقل صحة من الناحية السياسية من اسم «اتاريتور (The Iterator)» وهو ما عكس إخفاق المجموعة في التقدم نحو تصنيع مركبة كاملة. بعد الانتهاء من التصميم، تم صنع الشمعة من الخشب والرغوة والألياف الزجاجية. وقد تم صنع نماذج الطائرة الورقة من هذه المواد. وخلال ربيع عام 2001، تم استخدام النماذج لتقديم اختبار قسم رُكن الطيار في الطائرة. وقد ميّز هذا الإنجاز أنه لأول مرة يتم إنتاج مكونات الطائرة الشراعية الفعلية من تصميم أصلي للفصل.
وقد تم تلخيص العمل في جرفن على مدى السنوات الأخيرة حيث أنه تم قضاء مزيد من الوقت في تجميع فالكون (Falcon) وتصميم وبناء طائرة شراعية. يتم تعليق الشمعة حاليا لطائرة جرفن أعلى قناة تهوية السرعة المنخفضة في الجزء الأسفل من هاموند (Hammond).

### فالكون الأمريكية
فالكون الأمريكية كانت إحدى ثلاث طائرات شراعية كان يعمل الفصل فيها في بدايات 2000. وكانت هذه الطائرة الشراعية ممنوحة للدورة بعد أن فشل جناح طائرة شراعية أخرى من هذا التصميم باكرًا خلال اختبار الحمل الإنشائي. وقد اكتشف مصنعو الطائرة أن الأجنحة لا يمكن أن تقاوم أقصى أحمال إضافة إلى عوامل الأمان التي نصت عليها وكالة الطيران الفيدرالية. وقد وقعت هذه المشكلة في بروز أصل الجناح، الذي يوجد في وصلة الجناح بجسم الطائرة. وقد دُرست مشكلة بروز أصل الجناح من قبل العديد من مجموعات تصميم سابقة. وقد طُبقت التوصيات التي أوصت بها هذه المجموعات في المختبر.
يبلغ سعر طائرة فالكون 24000 جنية إسترليني؛ وهو ما يعني أن مكونات الطائرة الشراعية الرئيسية مسبقة الصنع. ومع ذلك، يتم تصنيع معظم احتياجات نظام التحكم ومجموعة أجهزة الهبوط في الطائرة. وقد وُكل إلى الفصل التجميع الفعلي للطائرة الشراعية. وقد تم تنفيذ معظم هذا العمل خلال ساعات من العمل المختبري المسائي من خلال مختلف المجموعات المختبرية المتخصصة في المكونات المحددة للطائرة.

### الإنشاء السهل للطائرة الشراعية
في بداية الفصل الدراسي لخريف عام 2001، بدأ الطلاب في العمل في تصميم طائرة شراعية سهلة الإنشاء في مجموعات التصميم. وقد كان الهدف من ذلك هو الوصول إلى تصميم طائرة شراعية يمكن تصنيعها بالكامل من خلال هذا الفصل في غضون عامين. فقامت أربع فرق عمل في الفصل الدراسي لخريف عام 2001 بإعداد وتقديم تصاميم تصورية خاصة. وقد تم اختيار أفضل تصميمين من هذه التصاميم الأربعة وتم تواصل العمل في كل منهما خلال ربيع عام 2002. وقد عملت أربع مجموعات في التصميمين التحضيريين المتاحين لدمج أفضل مميزات لكل طائرة شراعية في خريف عام 2002. وتحتوي الاعتبارات التصميمية الرئيسية على ما يلي:
- متطلبات التصميم الهيكلي المحددة من قبل JAR22
- الطرق القياسية لإطلاق الطائرة الشراعية (طائرتان والسحب بالونش)
- الحد الأدنى لسرعة الطيران 20-25 عقدة
- الحد الأقصى لسرعة الطيران 60 عقدة
- يجب ألا تتجاوز التكلفة الكلية ميزانية الفصل
- الإنشاء باستخدام المواد المتاحة بشكل سهل
- الطائرة يجب أن تكون معيارية

وقد تم العمل بالتصاميم التفصيلية في المجموعات الأربع المختلفة. وقد تم تخصيص مكون من المكونات الطائرة الشراعية لكل فريق عمل من هذه الفرق الأربع. هذه المكونات هي جسم الطائرة والجناحان ومجموعة الذيل ونظام التحكم. وقد كان يتم تحليل تصميم قيمة محددة من العمل التمهيدي في ذلك الوقت في المختبر كمؤشر على تصنيع الطائرة الشراعية. وقد صُممت لتُصنّع دون استخدام طرق التصنيع المتقدمة. وكان الوزن النهائي لها 250 رطلاً والتكلفة التقديرية للطائرة في عام (2001) 1850 دولارًا.

### حمولة جناح الطائرة سبايرت (Spirit)
جُهزت الطائرة الشراعية سبايرت لتقوم بتنفيذ اختبار حمولة الجناح على الطائرة الشراعية أميركان سبايرت XL. حيث كانت الطائرة الشراعية سبايرت بها عيب تصميمي حيث كانت حمولة الجناح غير محمولة بشكل متماثل وفشلت في الاختبار الساكن لـحمولة الجناح حيث انثنى بروز أصل الجناح عند 5.9 كجم. وكان هذا الفشل بسبب عدم نقل الحمولة بشكل مناسب إلى بروز الجناح المصنوع من البورون؛ وقد شارك جمع الحمولات من قوة الدفع وحركة التقويس والحركة الالتوائية في هذا الفشل. وقد قام مالك الطائرة الشراعية بعمل إصلاح بنفسه في الأجنحة وفوض فريق العمل في اختبار هذا الإصلاح.
سوف يتم إنشاء منصة معدنية للتسلق إلى الأجنحة. وقد تم حساب حركة القص في 14 قسمًا على نحو مثالي. وقد تم أخذ العزوم حول نقطة ما لإيجاد موقع مركز القص. 15 رطلاً ومن ثم سوف يتم توزيع أكياس رمل بناء على حسابات حركة القص على طول الجانب السفلي للأجنحة لإنشاء قوة تعادل 6 كجم. وقد تم حساب مركز القص حتى يتم تحميل الجناح بـ تقوس تام بدون تحفيز عزم الدوران.

## المشروعات الحالية

### تصميم وبناء طائرة المعهد الأمريكي للملاحة الجوية الفضائية (ِAIAA)
تنافس جامعة بنسيلفانيا الحكومية في مسابقة تصميم/ بناء طائرة المعهد الأمريكي للملاحة الجوية الفضائية. فقد سافر طائرة نيتاني جرفن (Nittany Griffin) وطاقم تصميمها إلى ولاية أريزونا في ربيع عام 2007 للمشاركة في المسابقة. وقد حصل الفريق على المركز الثاني في مسابقة السرعة والمركز الثالث في مسابقة التحمل. شارك في المنافسة 50 متسابقًا؛ 39 للعرض و19 مشاركًا طار بالفعل. حصل الفريق على المركز 12 على وجه العموم وحصلت جامعة ماساشوستس على الجائزة الأولى.
| الثبات | اسم الإدخال | النقاط الورقية | RAC (نظام الوزن) | نقاط الطيران | إجمالي النقاط |
| ------ | ----------- | -------------- | ---------------- | ------------ | ------------- |
| 12     | نيتاني جرفن | 76.50          | 280.99           | 110.77       | 30.16         |

| الثبات | اسم الإدخال            | النقاط الورقية | RAC (نظام الوزن) | تسليم الطيران | حمولة الطيران #1 | حمولة الطيران #2 | إجمالي نقاط الطيران | إجمالي النقاط |
| ------ | ---------------------- | -------------- | ---------------- | ------------- | ---------------- | ---------------- | ------------------- | ------------- |
| 22     | Spirit of Happy Valley | 75.5           | 6.18             | 15.96         | 0.00             | 0.00             | 15.96               | 1205.2        |
| 32     | Nittany AirLions       | 82.0           | 8.72             | 1.88          | 0.00             | 0.00             | 1.88                | 153.9         |

### طائرة تدفع بطاقة الإنسان: زيفيورس (Zephyrus)
لقد تطور تصميم الطائرة التي تعمل بطاقة الإنسان بشكل مرحلي متزايد فيما يتعلق بالتحليلات العددية للتصميم التي اعتمدت عليه الطائرة الأم الأصلية. ومن بين الطائرات السابقة التي تعمل بطاقة الإنسان التي تم بحثها ودراستها خلال مرحلة التصميم MIT Daedalus و Gossamer Albatross Musculairs I & II و و the Velair. لقد وضعت الأمور الديناميكية الهوائية والهيكلية الأولية في عين الاعتبار في كدليل نحو تحسين تصميم الجناح ومجموعة الذيل وجسم الطائرة. بالإضافة إلى ذلك، طرق إنشاء مروحة الدفع تم دراستها
بعمق استعدادًا للتصميم النهائي وبداية مرحلة البناء. وقد تم تطوير برنامج محاكاة ودُرست أساليب تكاملية في محاولة للتدريب الفعال للطيار المستقبلي. واستُخدمت عملية تكاملية لقياس الجناح بشكل ملائم والذيل ليكونا ملائمين بشكل فعال وتباعًا لذلك الديناميكية الهوائية والمميزات الهيكلية. تشمل المقاسات الهامة في الوقت الحالي ما يلي، ما بين طرفي الناحيتين 17.5 مترًا ومساحة الجناح 10.94 متر مربع وطول الوتر الجذري 0.75 متر ونسبة الاستدقاق 0.029 ونسبة الأبعاد 28 والوزن الفارغ 26.5 كجم. وتتضمن مواصفات الطيران معامل الرفع 0.8 عند التطواف (1.3 عند الانهيار) ورقم رينولد يتراوح من 350000 إلى 725000.

## وصلات خارجية
- The Sailplane Class @ Penn State
- Penn State Aerospace Engineering
- AIAA Design/Build/Fly